# Аккольський сільський округ (Курмангазинський район)
Акко́льський сільський округ (каз. Ақкөл ауылдық округі, рос. Аккольский сельский округ) — адміністративна одиниця у складі Курмангазинського району Атирауської області Казахстану. Адміністративний центр та єдиний населений пункт — село Акколь.
Населення — 4738 осіб (2021; 4596 у 2009, 4646 у 1999, 3988 у 1989).
Станом на 1989 рік існувала Аккольська селищна рада (смт Акколь, села Афанасьєво, Діни Нурпеїсової). 1993 року селище Афанасьєва увійшло до складу Макаського сільського округу, селище Нурпеїсової — до складу Кігаського сільського округу.